# Johannes Dräseke
Johannes Dräseke (* 30. Dezember 1844 in Havelberg; † 6. September 1916 in Wandsbek) war ein deutscher evangelischer Theologe, Klassischer Philologe, Kirchenhistoriker und Gymnasiallehrer, der von 1872 bis 1912 am Matthias-Claudius-Gymnasium in Wandsbek unterrichtete. Er trat vor allem mit kirchengeschichtlichen und historisch-philologischen Untersuchungen zu den griechischen Theologen der Spätantike und der byzantinischen Zeit hervor.

## Leben und Werk
Johannes Dräseke war der Sohn eines Lehrers und Enkel des Theologen Bernhard Dräseke (1774–1849); der Komponist und Musikpädagoge Felix Draeseke (1835–1913) war sein Cousin. Johannes Dräseke besuchte die Bürgerschule in Havelberg, an der sein Vater unterrichtete, und von Michaelis 1857 bis Ostern 1865 das Joachimsthalsche Gymnasium in Berlin. Nach der Reifeprüfung studierte er Evangelische Theologie und Klassische Philologie an der Berliner Universität. 1869 bestand er das erste theologische Examen (pro facultate concionandi) und konzentrierte sich seitdem auf die Studienfächer Philologie und Geschichte. Zum 1. April 1870 zog er nach Magdeburg und trat in den dortigen Kandidatenkonvikt ein, an dem er zum Religionslehrer ausgebildet wurde. Der Konvikt war damals mit dem Pädagogium des Klosters Unser Lieben Frauen verbunden, an dem Dräseke seinen ersten Unterricht erteilte. Zu seinen Kollegen gehörte unter anderem Johannes Gottschick, der spätere Inspektor des Pädagogiums und Professor der Theologie in Gießen und Tübingen, mit dem Dräseke eine lebenslange Freundschaft verband.
In den zwei Jahren am Kandidatenkonvikt setzte Dräseke seine philologischen und historischen Studien an der Universität Halle fort. Am 16. Mai 1872 bestand er das Staatsexamen für das höhere Lehramt und erhielt die Lehrberechtigung (facultas docendi) im Fach Religion für alle Klassen, in Latein und Griechisch bis Obersekunda und in Geschichte bis Obertertia. Seine Probelektion am Pädagogium (7. Juni 1872) fiel so gut aus, dass er vom obligatorischen Probejahr im Schuldienst befreit wurde. Am 7. August 1872 wurde er an der Universität Halle mit einer Dissertation über die dritte philippische Rede des Demosthenes zum Dr. phil. promoviert; er veröffentlichte die Arbeit vier Jahre später und widmete sie seinem Doktorvater Friedrich Blass.
Nach einem kurzen Aufenthalt in seiner Heimatstadt Havelberg erhielt Dräseke zum 1. Oktober 1872 eine Festanstellung als Oberlehrer am neugegründeten Matthias-Claudius-Gymnasium in Wandsbek bei Hamburg. An dieser Schule unterrichtete Dräseke vierzig Jahre lang. Am 16. März 1893 erhielt er den Professorentitel und am 18. April 1893 den Rang der Räte IV. Klasse. Bei seinem Eintritt in den Ruhestand am 1. Oktober 1912 wurde ihm der Rote Adlerorden 4. Klasse verliehen.
Neben dem Unterricht beschäftigte sich Dräseke sein Leben lang mit historischen und philologischen Forschungsfragen. Durch intensives Studium der Kirchenväter wurde er zu einem anerkannten Fachmann auf dem Gebiet der Kirchengeschichte. Seine Forschungsschwerpunkte waren Echtheit und Chronologie der griechischen Kirchenväter von der Antike bis in die Neuzeit. Dräseke veröffentlichte zahlreiche Einzeluntersuchungen als Beilage zum Schulprogramm und in wissenschaftlichen Zeitschriften, vor allem in den Jahrbüchern für protestantische Theologie, in der Zeitschrift für Kirchengeschichte, der Zeitschrift für kirchliche Wissenschaft und kirchliches Leben, der Zeitschrift für wissenschaftliche Theologie und der Byzantinischen Zeitschrift. Viele seiner Aufsätze gab er später in überarbeiteter Fassung als Buch heraus, vor allem diejenigen zu den Schriften und Lehren des syrischen Bischofs Apollinaris (oder Apolloninarios) von Laodicea (1892). Für seine Verdienste um die Kirchengeschichte verlieh ihm die theologische Fakultät der Universität Jena 1895 die Ehrendoktorwürde.

## Schriften (Auswahl)
- Quaestio criticae de Demosthenis oratione Philippica tertia. Turin 1876 (= Dissertation, Universität Halle 1872)
- Quaestionum Nazianzenarum specimen. Wandsbek 1876 (Schulprogramm)
- Der Brief an Diognetos. Nebst Beiträgen zur Geschichte des Lebens und der Schriften des Gregorios von Neocaesarea. Leipzig 1881
- Gesammelte patristische Untersuchungen. Altona/Leipzig 1889
- Johann Rist als Kaiserlicher Hof- und Pfalzgraf. Wandsbek 1890 (Schulprogramm)
- Apollinarios von Laodicea. Sein Leben und seine Schriften. Nebst einem Anhang: Apollinarii Laodiceni quae supersunt dogmatica. Leipzig 1892 (= Texte und Untersuchungen zur Geschichte der altchristlichen Literatur 7,3–4)
- Drei Kapitel aus der Friedensschrift des Patriarchen Johannes Bekkos vom Jahre 1275. Wandsbek 1896 (Schulprogramm)
- Zur Johanneischen Frage. Wandsbek 1900 (Schulprogramm)
- Johannes Scotus Erigena und dessen Gewährsmänner in seinem Werke De divisione naturae libri V. Leipzig 1902. Neudruck Aalen 1972, ISBN 978-3-511-04246-2
- Drei Kapitel aus der Friedensschrift des Patriarchen Johannes Bekkos vom Jahre 1275. Eingeleitet und übersetzt. Wandsbek 1907 (Schulprogramm)
- Analecta Byzantina. 1. Die sprachlichen Schwierigkeiten der kirchlichen Verständigung zwischen Morgen- und Abendland. Nach Johannes Bekkos. 2. Johannes Bekkos wider Nikolaos von Methone. Wandsbek 1909 (Schulprogramm)
- Die Schrift des Bischofs Phoebadius von Agennum „Gegen die Arianer“. Wandsbek 1910 (Schulprogramm)
- Johannes Bekkos’ Widerlegung der Syllogismen des Photios. Wandsbek 1912 (Schulprogramm)